# Поль Ніколя
Поль Ніколя (фр. Paul Nicolas, 4 листопада 1899, Париж — 3 березня 1959, Жі-л'Евек) — французький футболіст, нападник. Відомий виступами, зокрема, в складі клубу «Ред Стар» і національної збірної Франції. Чотириразовий володар Кубка Франції. Учасник трьох Олімпійських ігор.

## Клубні виступи
В три роки втратив матір, а в 1914 році помер батько. Його разом з братом Анрі виховувала мачуха. В юному віці продемонстрував неабиякі здібності футболіста й отримав запрошення від клубу «Галія» (Париж). В 1920 році під час служби в армії його капітан Люсьєн Гамблен вмовив Поля приєднатися до клубу «Ред Стар». Ніколя одразу адаптувався в новій команді. Тричі перемагав у чемпіонаті Парижу. В 1921 році став володарем Кубка Франції. «Ред Стар» переміг з рахунком 2:1 паризький клуб «Олімпік» і вперше в своїй історії здобув цей трофей. В 1922 році «Ред Стар» знову виграв Кубок Франції, перегравши у фіналі «Ренн» з рахунком 2:0, а Поль забив один з голів. В 1923 році клуб Ніколя втретє поспіль виграв національний кубок. У фінальному матчі «Ред Стар» переміг «Сет» з рахунком 4:2.
В 1928 році ще раз здобув титул володаря Кубка Франції. «Ред Стар» переміг з рахунком 3:1 «СА Париж». Ніколя у фіналі не забив, але загалом у тому розіграші відзначився 10 разів у шести матчах. На той момент Поль став першим футболістом, що виграв чотири титули володаря кубка Франції з одним клубом
В 1929 році через сімейні обставини переїхав в Ам'єн, де відкрив продуктовий магазин. До 1935 року грав у місцевій команді «Ам'єн».

## Виступи за збірну

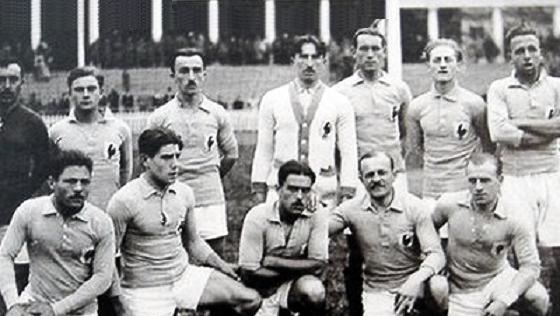
Франція на олімпійських іграх 1920. Ніколя третій у нижньому ряду

У 1919 році був учасником Міжсоюзницьких ігр, великих спортивних змагань, що були організовані країнами-переможцями в Першій світовій війні. Участь у змаганнях брали діючі і колишні учасники збройних сил своїх країн. У складі збірної Франції (як і в інших командах) виступали відомі футболісти, гравці національної збірної. Втім, матчі турніру не входять до офіційного реєстру ФІФА. Ігри проводились у Парижі на новозбудованому стадіоні Першинг. Франція впевнено виграла групу А, здобувши три перемоги. Ніколя забивав у кожному з цих матчів: двічі вразив ворота Румунії (4:0), чотири рази відзначився у воротах збірної Греції (11:0), а також забив другий гол у вирішальній грі за перше місце проти Італії (2:0). У фіналі французи поступились збірній Чехословаччини з рахунком 2:3, пропустивши два голи в самому кінці матчу.. Поль Ніколя з сімома голами став найкращим бомбардиром турніру.
В січні 1920 року дебютував у офіційному матчі збірної Франції. У дуже результативному поєдинку французи поступились з рахунком 4:9 Італії, а Ніколя забив перший гол своєї команди.
Влітку 1920 року виступав у складі збірної на Олімпійських іграх у Брюсселі. В чвертьфіналі Франція взяла реванш у Італії з рахунком 3:1, а Поль знову відзначився голом. У півфіналі французи поступились збірній Чехословаччини з рахунком 1:4. У додатковому турнірі, що визначав володарів срібної і бронзової медалей, команда не брала участі.
У травні 1921 року грав у матчі проти аматорської збірної Англії, що завершився історичною перемогою з рахунком 2:1.

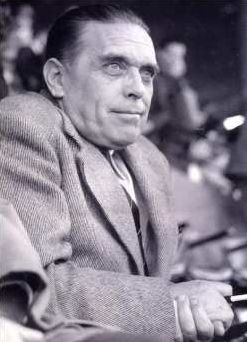
Поль Ніколя в 1957 році.

На Олімпійських іграх 1924 року Ніколя забив три голи. Двічі відзначився у першій грі з Латвією (7:0), а також забив єдиний гол своєї команди у чвертьфінальній грі зі збірною Уругваю (1:5), майбутнім переможцем ігор. Виступав також на Олімпійських іграх 1928 року, де Франція поступилась Італії у першому ж раунді (3:4).
Загалом у 1920—1931 роках зіграв за збірну 35 матчів, у яких забив 20 голів. 18 матчів провів у ролі капітана команди.

## Тренер і функціонер
В 1949 році увійшов до складу тренерської ради збірної Франції, яку очолював Гастон Барро. Був у штабі в шести матчах в 1949—1950 роках, серед яких і відбіркові матчі до чемпіонату світу 1950, у яких французи поступились Югославії.
У 1953—1956 роках був президентом Групи клубних представників (фр. Groupement des clubs autorisés) — попередника Професійної футбольної ліги.
З вересня 1954 року також призначений «Директором збірної Франції». Причетний до успіху команди на чемпіонаті світу 1958 року, коли збірна під керівництвом Альбера Батте посіла третє місце.
У березні 1959 року загинув у автокатастрофі, повертаючись з матчу збірної Франції проти Бельгії.

### Статистика виступів за збірну
| Дата       | Місто         | Господарі      | Результат | Гості             | Турнір            | Голи | Примітки        |
| ---------- | ------------- | -------------- | --------- | ----------------- | ----------------- | ---- | --------------- |
| 18/01/1920 | Мілан         | Італія         | 9 – 4     | Франція           | товариський матч  | 1    |                 |
| 29/02/1920 | Женева        | Швейцарія      | 0 – 2     | Франція           | товариський матч  | 1    |                 |
| 28/03/1920 | Париж         | Франція        | 2 – 1     | Бельгія           | товариський матч  | 2    |                 |
| 05/04/1920 | Руан          | Франція        | 0 – 5     | Англія            | товариський матч  | -    |                 |
| 29/08/1920 | Антверпен     | Франція        | 3 – 1     | Італія            | ОІ 1920 - 1/4     | 1    |                 |
| 31/08/1920 | Антверпен     | Чехословаччина | 4 – 1     | Франція           | ОІ 1920 - 1/2     | -    |                 |
| 08/02/1921 | Париж         | Франція        | 1 – 2     | Ірландія          | товариський матч  | -    |                 |
| 20/02/1921 | Марсель       | Франція        | 1 – 2     | Італія            | товариський матч  | -    |                 |
| 06/03/1921 | Форе          | Бельгія        | 3 – 1     | Франція           | товариський матч  | -    |                 |
| 05/05/1921 | Париж         | Франція        | 2 – 1     | Англія            | товариський матч  | -    |                 |
| 15/01/1922 | Коломб        | Франція        | 2 – 1     | Бельгія           | товариський матч  | -    |                 |
| 30/04/1922 | Бордо         | Франція        | 0 – 4     | Іспанія           | товариський матч  | -    |                 |
| 28/01/1923 | Сан-Себастьян | Іспанія        | 3 – 0     | Франція           | товариський матч  | -    |                 |
| 22/04/1923 | Париж         | Франція        | 2 – 2     | Швейцарія         | товариський матч  | 1    |                 |
| 17/05/1924 | Париж         | Франція        | 1 – 3     | Англія            | товариський матч  | -    |                 |
| 27/05/1924 | Париж         | Франція        | 7 – 0     | Латвія            | ОІ 1924 - 1/8     | 2    |                 |
| 01/06/1924 | Коломб        | Франція        | 1 – 5     | Уругвай           | ОІ 1924 - 1/4     | 1    |                 |
| 19/04/1925 | Париж         | Франція        | 0 – 4     | Австрія           | товариський матч  | -    | Капітан команди |
| 21/05/1925 | Париж         | Франція        | 2 – 3     | Англія            | товариський матч  | -    | Капітан команди |
| 25/04/1926 | Коломб        | Франція        | 1 – 0     | Швейцарія         | товариський матч  | 1    | Капітан команди |
| 13/06/1926 | Коломб        | Франція        | 4 – 1     | Югославія         | товариський матч  | 3    | Капітан команди |
| 20/06/1926 | Брюссель      | Бельгія        | 2 – 2     | Франція           | товариський матч  | -    | 16'             |
| 21/02/1928 | Коломб        | Франція        | 4 – 0     | Північна Ірландія | товариський матч  | 3    | Капітан команди |
| 11/03/1928 | Лозанна       | Швейцарія      | 4 – 3     | Франція           | товариський матч  | 1    | Капітан команди |
| 15/04/1928 | Коломб        | Франція        | 2 – 3     | Бельгія           | товариський матч  | -    | Капітан команди |
| 29/04/1928 | Париж         | Франція        | 1 – 1     | Португалія        | товариський матч  | 1    | Капітан команди |
| 13/05/1928 | Коломб        | Франція        | 0 – 2     | Чехословаччина    | товариський матч  | -    | Капітан команди |
| 29/05/1928 | Амстердам     | Франція        | 3 – 4     | Італія            | ОІ 1928 - 1 раунд | -    | Капітан команди |
| 24/02/1929 | Коломб        | Франція        | 3 – 0     | Угорщина          | товариський матч  | 1    | Капітан команди |
| 24/03/1929 | Париж         | Франція        | 2 – 0     | Португалія        | товариський матч  | 1    | Капітан команди |
| 14/04/1929 | Сарагоса      | Іспанія        | 8 – 1     | Франція           | товариський матч  | -    | Капітан команди |
| 09/05/1929 | Коломб        | Франція        | 1 – 4     | Англія            | товариський матч  | -    | Капітан команди |
| 19/05/1929 | Коломб        | Франція        | 1 – 3     | Югославія         | товариський матч  | -    | Капітан команди |
| 23/03/1930 | Коломб        | Франція        | 3 – 3     | Швейцарія         | товариський матч  | -    | Капітан команди |
| 15/02/1931 | Коломб        | Франція        | 1 – 2     | Чехословаччина    | товариський матч  | -    | Капітан команди |
| Усього     |               | Матчів         | 35        |                   | Голів             | 20   |                 |

## Досягнення
- Володар Кубка Франції: (4)

«Ред Стар»: 1920-21, 1921-22, 1922-23, 1927-28
- Переможець чемпіонату Парижу: (3)

«Ред Стар»: 1920, 1922, 1924
- Фіналіст Міжсоюзницьких ігор: (1)

Франція (військ.): 1919
- Найкращий бомбардир Міжсоюзницьких ігор: (1)

Франція (військ.): 1919 (7 голів)